# (473020) 2015 HT56
(473020) 2015 HT56 es un asteroide perteneciente al cinturón de asteroides, descubierto el 11 de marzo de 2005 por el equipo del Mount Lemmon Survey desde el Observatorio del Monte Lemmon, Arizona, Estados Unidos.

## Designación y nombre
Designado provisionalmente como 2015 HT56.

## Características orbitales
2015 HT56 está situado a una distancia media del Sol de 2,766 ua, pudiendo alejarse hasta 3,034 ua y acercarse hasta 2,499 ua. Su excentricidad es 0,096 y la inclinación orbital 5,769 grados. Emplea 1680 días en completar una órbita alrededor del Sol.

## Características físicas
La magnitud absoluta de 2015 HT56 es 16,6.